# Anh hùng xạ điêu (phim truyền hình 1983)
Anh hùng xạ điêu (tiếng Hoa: 射鵰英雄傳) là bộ phim võ hiệp của Hồng Kông do TVB sản xuất vào năm 1983 dựa theo tiểu thuyết cùng tên của nhà văn Kim Dung. Bộ phim gồm 3 phần: Thiết huyết đan tâm (鐵血丹心) 19 tập, Đông tà Tây độc (東邪西毒) 20 tập và Hoa Sơn luận kiếm (華山論劍) 20 tập. Ngoài ra còn có phiên bản "Anh hùng xạ điêu (phim truyền hình 1983), đạt rating cao ngất ngưởng là 99% tại Hồng Kông vào năm đó và được coi là tác phẩm kinh điển không thể vượt qua trong lịch sử Hồng Kông. Nam diễn viên chính Huỳnh Nhật Hoa không chỉ được mệnh danh là Quách Tĩnh kinh điển nhất trong lịch sử mà diễn xuất của nữ chính Ông Mỹ Linh cũng được người hâm mộ ví như "sẽ không còn Hoàng Dung sau Ông Mỹ Linh", được khen ngợi hết lời. Và sau khi Ông Mỹ Linh qua đời ở tuổi 26, hình bóng của cô chỉ còn lại trong vở kịch, Vở kịch này nổi tiếng khắp thế giới.
Nó cũng đã giành được top 10 giải thưởng phim bộ TVB được đánh giá cao nhất trên toàn thế giới. với hơn 356 triệu người xem trên TV lần đầu tiên trên toàn thế giới. Và ngày nay nó cũng được xếp hạng 1 trong 10 bộ phim truyền hình Trung Quốc được làm lại nhiều nhất.

## Diễn viên

### Phần 1: Thiết huyết đan tâm (19 tập)

#### Diễn viên chính
- Huỳnh Nhật Hoa: Quách Tĩnh
  - Phùng Chí Phong: Quách Tĩnh (nhỏ)
- Ông Mỹ Linh: Hoàng Dung
- Miêu Kiều Vĩ: Dương Khang
- Dương Phán Phán: Mục Niệm Từ

#### Ngưu Gia thôn
- Tạ Hiền: Dương Thiết Tâm
- Lý Tư Kỳ: Bao Tích Nhược
- Chu Thiết Hòa: Quách Khiếu Thiên
- Tô Hạnh Tuyền: Lý Bình

#### Giang Nam thất quái
- Giang Nghị: Kha Trấn Ác
- Hứa Thiệu Hùng: Chu Thông
- Tăng Vĩ Minh: Hàn Bảo Câu
- Đàm Tuyền Khánh: Nam Hy Nhân
- Liêu Tuấn Hùng: Trương A Sinh
- Cao Hùng: Toàn Kim Phát
- Ban Ban: Hàn Tiểu Oanh

#### Mông Cổ
- Trương Lôi: Triết Biệt
- Tần Phái: Thành Cát Tư Hãn
- Lương Hồng Hoa: Truật Xích
- Hà Quý Lâm: Oa Khoát Đài
- Hoàng Tạo Thời: Hoa Tranh
  - Lý Gia Dĩnh: Hoa Tranh (nhỏ)
- Đới Chí Vĩ: Đà Lôi
  - Lý Gia Hào: Đà Lôi (nhỏ)
- Liên Vĩ Kiện: Mộc Hoa Lê
- Trần Vinh Huy: Xích Lão Ôn
- Trần Bách: Bác Nhĩ Hốt
- Lâm Văn Vĩ: Bác Nhĩ Tế
- Đàm Bính Văn: Trát Mộc Hợp
- Quan Kiện: Tang Côn
- Lý Thụ Giai: Đô Sử

#### Nhà Kim
- Đàm Nhất Thanh: Kim Chương Tông
- Lưu Giang: Hoàn Nhan Hồng Liệt
- Diệp Thiên Hành: Hoàn Nhan Hồng Hy
- Bạch Văn Bưu: Lương Tử Ông
- Mã Khánh Sinh: Hầu Thông Hải
- Hà Lễ Nam: Bành Liên Hổ
- Trần Địch Khắc: Sa Thông Thiên
- La Quốc Duy: Đoàn Thiên Đức

#### Hoàng Hà tứ quỷ
- Từ Hữu Lân: Thẩm Thanh Cương
- Hồ Trí Long: Tiền Thanh Kiện
- Lư Quốc Vĩ: Mã Thanh Hùng
- Tạ Tử Dương: Ngô Thanh Liệt

#### Lạt Ma
- Lưu Quốc Thành: Linh Trí thượng nhân
- Điền Trí Nghi, Lạc Ứng Khang, Lý Thụ Phân, Lưu Siêu Phàm: Sư Lạt Ma

#### Toàn Chân giáo
- Tần Hoàng: Chu Bá Thông
- Hạ Vũ: Khưu Xứ Cơ
- Quảng Tá Huy: Doãn Chí Bình
- Trương Anh Tài: Mã Ngọc
- Lương Thiếu Địch: Vương Xứ Nhất

#### Khác
- Hoàng Văn Tuệ: Mai Siêu Phong
- Dương Viêm Đường: Trần Huyền Phong
- Hà Bích Kiên: Tiêu Mộc đại sư

### Phần 2: Đông tà Tây độc (20 tập)

#### Diễn viên chính
- Huỳnh Nhật Hoa: Quách Tĩnh
- Ông Mỹ Linh: Hoàng Dung
- Miêu Kiều Vĩ: Dương Khang
- Dương Phán Phán: Mục Niệm Từ

#### Giang Nam thất quái
- Giang Nghị: Kha Trấn Ác
- Hứa Thiệu Hùng: Chu Thông
- Tăng Vĩ Minh: Hàn Bảo Câu
- Đàm Tuyền Khánh: Nam Hy Nhân
- Cao Hùng: Toàn Kim Phát

#### Mông Cổ
- Hoàng Tạo Thời: Hoa Tranh
- Đới Chí Vĩ: Đà Lôi
- Trần Vinh Huy: Xích Lão Ôn

#### Nhà Kim
- Lưu Quốc Thành: Linh Trí thượng nhân
- Bạch Văn Bưu: Lương Tử Ông
- Mã Khánh Sinh: Hầu Thông Hải
- Hà Lễ Nam: Bành Liên Hổ
- Trần Địch Khắc: Sa Thông Thiên
- La Quốc Duy: Đoàn Thiên Đức

#### Bạch Đà sơn
- Dương Trạch Lâm: Âu Dương Phong
- Hoàng Doãn Tài: Âu Dương Khắc
- Trần Ngọc Lân: Bạch y thiếu nữ
- Hàn Lệ Phân: Bạch y hộ pháp

#### Toàn Chân giáo
- Lý Kiêm Xuyên: Vương Trùng Dương
- Tần Hoàng: Chu Bá Thông
- Trương Anh Tài: Mã Ngọc
- Hạ Vũ: Khưu Xứ Cơ
- Lương Thiếu Địch: Vương Xứ Nhất
- Mạch Tử Vân: Lưu Xứ Huyền
- Lý Quốc Lân: Đàm Xứ Đoan
- Trịnh Phiên Sinh: Hách Đại Thông
- Trịnh Khả Vi: Tôn Bất Nhị
- Quảng Tá Huy: Doãn Chí Bình

#### Cái Bang
- Lưu Đan: Hồng Thất Công
- Ngô Chí Cường, Bác Quân: Đệ tử Cái Bang
- Khu Nhạc: Trưởng lão
- Hoàng Nhất Phi: Phùng trưởng lão
- Hứa Kiên Tín: Lê Sinh

#### Đào Hoa đảo
- Tăng Giang: Hoàng Dược Sư
- Trần Gia Nghi: Phùng Hành
- Dương Viêm Đường: Trần Huyền Phong
- Hoàng Văn Tuệ: Mai Siêu Phong
- Ngô Nghiệp Quang: Khúc Linh Phong
- Trần An Oánh: Cô Ngốc

#### Quy Vân trang
- Quan Hải Sơn: Lục Thừa Phong
- Hà Quảng Luân: Lục Vân (em Lục Thừa Phong)
- Huệ Thiên Tứ: Lục Quán Anh

#### Khác
- Quan Tinh: Nhạc Văn
- Trần Tú Châu: Trịnh Dao Gia
- Trần Hữu Hậu: Cha Trịnh Dao Gia
- Thạch Kiên: Cừu Thiên Nhận
- Lưu Triệu Minh: Nhất Đăng đại sư
- Tăng Khánh Du: Anh Cô

### Phần 3: Hoa Sơn luận kiếm (20 tập)

#### Diễn viên chính
- Huỳnh Nhật Hoa: Quách Tĩnh
- Ông Mỹ Linh: Hoàng Dung
- Miêu Kiều Vĩ: Dương Khang
- Dương Phán Phán: Mục Niệm Từ

#### Khác
- Âu Dương Diệu Tuyền: Đệ tử phái ô y của Cái Bang

## Âm nhạc

### Ca khúc chủ đề
- Phần 1: Thiết huyết đan tâm (鐵血丹心) do La Văn và Chân Ni trình bày. Bản tiếng Việt là Anh hùng xạ điêu do 2 ca sĩ hải ngoại Lucia Kim Chi và Tuấn Đạt trình bày.
- Phần 2: Nhất sinh hữu ý nghĩa (一生有意義) do La Văn và Chân Ni trình bày
- Phần 3: Thế gian thủy chung nhĩ hảo (世間始終你好) do La Văn và Chân Ni trình bày

### Ca khúc khác
- Phần 1: Mãn giang hồng (滿江紅) do La Văn trình bày
- Phần 2: Đào hoa khai (桃花開) do La Văn và Chân Ni trình bày; Khẳng khứ thừa đam ái (肯去承擔愛) do Chân Ni trình bày
- Phần 3: Tứ trương cơ (四張機) do Chân Ni trình bày; Thiên sầu ký cựu tình (千愁記舊情) do La Văn trình bày

## Thông tin thêm
- Các cảnh về Mông Cổ được quay tại Đại Tự Sơn, Hồng Kông
- Mãi đến nay, đây là bản dựng thành công nhất trong số những tác phẩm chuyển thể từ tiểu thuyết Anh hùng xạ điêu.
- Phiên bản năm 1983 này được nhiều người coi là phiên bản truyền hình kinh điển chuyển thể từ tiểu thuyết và có vai diễn đột phá của Ông Mỹ Linh, người đóng vai Huang Rong. Trong thời gian đó, Ông Mỹ Linh ngay lập tức trở thành nữ diễn viên được yêu thích nhất của đài tvb.